# Anthony Burgess
Anthony Burgess, eg. John Anthony Burgess Wilson, född 25 februari 1917 i Manchester, död 22 november 1993 i St John's Wood i London, var en brittisk författare, journalist, dramatiker, poet, översättare, lärare, recensent, kritiker och tonsättare.
Anthony Burgess var en mycket produktiv författare, känd för att ha skrivit En apelsin med urverk (engelska: A Clockwork Orange) som filmatiserades av Stanley Kubrick år 1971. Bland hans många övriga romaner märks till exempel Enderby och Jordiska makter. Han var också en framstående litteraturkritiker och skrev lärda studier om bland andra William Shakespeare, James Joyce och D.H. Lawrence. Han var utöver det även verksam som lingvist, manusförfattare och översättare och komponerade omkring 250 musikaliska verk.

## Biografi
Anthony Burgess föddes i Manchester 1917. Modern, Elizabeth Burgess, var sångare och dansare inom music hall. Fadern, Joseph Wilson, var music hall-pianist och dörrförsäljare av uppslagsverk. Modern och systern avled i en influensaepidemi 1918, vilket fick en djup inverkan på Burgess liv. Fadern gifte om sig och Burgess växte upp och gick i skola i Manchester. Han fick en katolsk uppfostran men efter att ha genomgått en religiös kris vid sexton års ålder tog han avstånd från den katolska tron. Senare studerade han vid Universitetet i Manchester där han tog examen i engelsk litteratur 1940.
Burgess tjänstgjorde i brittiska armén 1940-1946 och var från 1943 stationerad i Gibraltar. Efter kriget arbetade han som lärare i England och därefter som lärare i engelska i Malaysia och Borneo 1954-1959. Anthony Burgess skrev sina första romaner i början av 1950-talet. Den första, A Vision of Battlements, som refuserades men senare blev utgiven, var inspirerad av hans tid i Gibraltar. Burgess första publicerade roman Time for a Tiger utkom 1956. Den var inledningen på en trilogi som utspelar sig i Malaysia, och följdes av The Enemy in the Blanket (1958) och Beds in the East (1959). Som John Burgess Wilson utgav han 1958 även en engelsk litteraturhistoria.
Burgess blev författare på heltid 1959 sedan han blivit felaktigt diagnostiserad med en obotlig hjärntumör. Han gavs ett år kvar att leva och började skriva romaner som ett sätt att försörja sin blivande änka. Burgess var mycket produktiv som författare. Redan 1962 hade han publicerat sju romaner, däribland A Clockwork Orange. Han utgav dessutom två romaner, Applåd med en hand och Inside Mr. Enderby, under pseudonymen Joseph Kell, samt var verksam som litteraturkritiker, översättare och författare för radio och tv.
Totalt utgav Burgess trettiotre romaner och ett tjugotal andra verk. Bland annat skrev han en biografi om William Shakespeare, en förkortad version av James Joyces Finnegans Wake och flera böcker om lingvistik. På 1970-talet skrev han manus till flera filmer, bland andra Jesus från Nasaret. 1980 utkom hans mest omfattande roman Jordiska makter som hyllades av kritiker och belönades med Prix du Meilleur Livre Êtranger i Frankrike 1981. Han berättade om sitt liv i de självbiografiska verken Lille Wilson och store Gud (1987) och Din tid är ute (1990).
Som litteraturkritiker och kulturjournalist skrev Burgess regelbundet i bland annat The Times Literary Supplement, The Guardian, The Observer, The Independent och New York Times. 1962 anställdes han som bokrecensent i Yorkshire Post men avskedades efter att på skämt ha recenserat Joseph Kells roman Inside Mr. Enderby, som Burgess själv var författare till. Han medarbetade i radio och tv och gjorde dokumentärfilmer om bland andra James Joyce, D.H. Lawrence och Ernest Hemingway.
Namnet Burgess var moderns efternamn som ogift. Namnet Anthony tog Burgess då han konfirmerade sig. Burgess gifte sig med Lynne Jones 1942. Efter hennes död 1968 gifte han sig med den italienska lingvisten och översättaren Liliana Macellari.
Anthony Burgess bodde en stor del av sitt liv utanför sitt hemland, bland annat i Malaysia, Brunei, Malta, Schweiz, Italien, Frankrike, USA och Monaco. Burgess avled i lungcancer i London den 22 november 1993. Han är gravsatt i kolumbariet på Monacos allmänna begravningsplats.

## Författarskap
Anthony Burgess debuterade som författare vid 39 års ålder med Time for a Tiger 1956. Tidigare hade han skrivit två romaner, A Vision of Battlements och The Worm and the Ring, som refuserats men senare blev utgivna. Time for a Tiger var inledningen på en trilogi som utspelar sig i Malaysia, och följdes av The Enemy in the Blanket (1958) och Beds in the East (1959). Böckerna, som senare utgavs tillsammans som The Malayan Trilogy, blev en kritikerframgång. 
Efter att ha återvänt till England och blivit författare på heltid skrev Burgess ett antal romaner som på ett varierat och  satiriskt sätt skildrar det brittiska samhället under det sena 1950- och tidiga 1960-talen, bland andra The Right to an Answer (1960), Doktorn är sjuk (1960) och Applåd med en hand (1961). Inside Mr. Enderby (1963) handlar om den fiktive poeten Francis Xavier Enderby som skulle återkomma i flera senare romaner. Burgess skrev även en roman om William Shakespeares kärleksliv, Nothing Like The Sun (1964).
A Clockwork Orange (1962) och The Wanting Seed (1962) var två dystopiska framtidsromaner. En genre som Burgess senare återkom till i 1985, en blandning av roman och essä som anknyter till George Orwells 1984 och erbjuder en alternativ framtidsvision.
Burgess senare romaner från 1960-talet är mer utåtriktade och utspelar sig i olika länder. Honey For The Bears (1963) utspelar sig i Sovjetunionen och skrevs efter en resa till Leningrad. Tremor Of Intent (1966), en parodi på Ian Flemings spionromaner, utspelar sig på ett kryssningsfartyg på väg mot Östeuropa. Han skrev även en fortsättning på romanen om Enderby, Enderby Outside (1968), som inspirerades av resor till Tanger.
Burgess höga romanproduktivitet fortsatte under 1970-talet. M/F (1971) är baserad på en text av Claude Levi-Strauss och anknyter till oidipus-myten. Burgess intresse för musik återspeglar sig bland annat i Napoleon Symphony (1974) som är hans mest ambitiöst utformade roman, skriven efter mönster av en musikalisk komposition. The Clockwork Testament (1974) är en slags uppföljare till A Clockwork Orange där Burgess kritiserar den amerikanska filmindustrin. I romanen återkommer även huvudpersonen från Enderby. Abba Abba (1977) handlar om ett fiktivt möte i Rom mellan John Keats och den italienske skalden Giuseppe Gioachino Belli. Man of Nazareth (1979) är en romanversion av Burgess manuskript till Jesus från Nasaret. Bibeln inspirerade också Burgess till den episka dikten Moses (1976) och romanen Syndarnas rike (1985).
1980 utkom Burgess mest omfattande romanverk Jordiska makter, en krönika om en familj och 1900-talets dramatiska händelser, som blev en kritikerframgång. Den följdes av ytterligare två omfångsrika romaner, Slutet på världsnyheterna (1982), där tre olika berättelser vävs samman, och Syndarnas rike (1985), som utspelar sig strax efter Jesu död. Bland Burgess senare verk återfinns också Any Old Iron (1988) som handlar om hur svärdet excalibur återfinns av walesiska nationalister i mitten av 1900-talet.
Burgess sista roman Död man i Deptford som handlar om mordet på Christopher Marlowe utkom 1993.

## Journalistik
Burgess började skriva journalistik under sin tid vid Universitetet i Manchester 1937-1940 när han skrev bok- och teaterrecensioner i universitetstidningen The Serpent, som även publicerade hans dikter och noveller. Efter att ha blivit inkallad i armén 1940 skrev Burgess poesi- och filmrecensioner i olika armétidningar och senare, när han flyttat till England och arbetade som lärare, bidrog han med artiklar i skolans tidning. Hans karriär som bokrecensent och kulturjournalist tog fart efter att han blev författare på heltid 1959. Burgess skrev artiklar i Country Life och The Listener, och bokrecensioner i Times Literary Supplement. 1962 anställdes han som bokrecensent i Yorkshire Post där han varje vecka recenserade nya romaner fram till maj 1963, då han avskedades efter att på skämt ha recenserat sin egen roman Inside Mr. Enderby som var utgiven under pseudonymen Joseph Kell. Burgess journalistiska produktivitet tog dock inte slut med detta. Han skrev regelbundet tv-recensioner i The Listener och recenserade böcker i The Guardian och The Observer. 1965 blev han teaterkritiker i The Spectator, där han fortsatte att skriva litteraturkritik och politiska kommentarer under hela 1960-talet. Från 1966 till 1968 var han återkommande kolumnist i The Guardian och Hudson Review. Ett urval av hans litterära essäer publicerades som Urgent Copy 1968.
Efter att flyttat till Malta 1968 fortsatte Burgess att skriva artiklar i bland annat The Listener och Times Literary Supplement. Till den senare tidskriften bidrog Burgess regelbundet med artiklar och recensioner under hela sitt författarliv. Från 1969 anlitades han regelbundet av New York Times där han skrev artiklar i en mängd olika ämnen. På 1980-talet skrev han om sitt liv i Monaco i Saturday Review under rubriken Notes From the Blue Coast. 1986 utkom en andra bokvolym av hans journalistik kallad Hommage to Qwert Yuiop. Burgess fortsatte att skriva i New York Times, The Independent, Times Literary Supplement och The Observer fram till sin död 1993. Hans sista bokrecensioner publicerades i The Observer veckorna efter hans död. Ett tredje urval av Burgess artiklar publicerades i bokform 1998 under titeln One Man's Chorus.

## Film och television
Burgess skrev även filmmanus och gjorde flera dokumentärfilmer för tv. 1965 gjorde han en dokumentärfilm i Dublin om James Joyce med titeln Silence, Exile and Cunning. 1968 skrev han manus och musik till en ambitiös Hollywood-film om William Shakespeares liv. Produktionen blev inte av, men Burgess återanvände sin research till sin Shakespeare-biografi som utkom 1970. Han skrev manus till tv-serien Moses the Lawgiver, med Burt Lancaster i huvudrollen som Moses, som sändes i brittisk tv 1975. Jesus från Nasaret, med manus av Burgess och regi av Franco Zeffirelli, sändes 1977. Samma år fullbordade Burgess sitt manuskript till en James Bond-film, The Spy Who Loved Me, som han fått i uppdrag att skriva, men hans manus användes inte i filmen (Älskade spion). 1978 gjorde Burgess en dokumentärfilm om Ernest Hemingway med titeln Grace Under Pressure. 1980 återvände Burgess till Malaysia för att göra en tv-dokumentär om hur landet utvecklats sedan han lämnade det 1957. 1982 gjorde han en dokumentär för Sveriges Television om James Joyce och Igor Stravinskij med titeln Make It New. 1985 gjorde han tv-dokumentären The Rage of D.H. Lawrence om D.H. Lawrence. Några år senare blev Burgess själv föremål för en tv-dokumentär, Burgess at Seventy, som sändes 1987. Senare gjordes en annan dokumentär om Burgess, The Burgess Variations, som sändes i två delar 1999.

## Teater
Burgess började ägna sig åt teater under sin tid på universitetet i Manchester där han var med om att sätta upp pjäser och skrev teaterrecensioner i universitetets tidning. När han arbetade som lärare i England undervisade han i drama och regisserade uppsättningar av T.S. Eliots Mordet i katedralen och Shakespeares Hamlet. När han bodde i Oxfordshire på 1950-talet var han med i en amatörteatergrupp där han regisserade en rad pjäser och medverkade som skådespelare. Burgess skrev sitt första verk för teater 1951 med versdramat The Eve of Saint Venus, som senare omarbetades och utgavs som en kortroman 1964. Burgess översatte bland annat det grekiska dramat Kung Oidipus och pjäsen Cyrano de Bergerac av Edmond Rostand till engelska. Han skrev texten till musikalen Cyrano som sattes upp 1973 och flera operalibretton. Han skrev musikalen Blooms of Dublin, baserad på James Joyces roman Ulysses, som sändes i radio 1982 i samband med hundraårsminnet av Joyces födelse. 1986 skrev Burgess en scenversion av sin roman A Clockwork Orange som även innehöll hans egen komponerade musik.

## Kompositör
Burgess komponerande mer än 250 musikaliska verk i många olika genrer och stilar. Själv önskade han att han sågs som en kompositör som skrev romaner, istället för en romanförfattare som skrev musik vid sidan om. Som kompositör var Burgess influerad av klassisk musik, men också av jazz och populärmusik. Han var starkt influerad av Claude Debussy och engelska kompositörer som Edward Elgar och Vaughan Williams.
I sin självbiografi Lille Wilson och store Gud skriver Burgess att hans far, som var pub-pianist, ofta tog med honom på konserter i hans barndom. Burgess blev själv en duktig pianist och började komponera musik i tonåren. Under sina universitetsstudier i Manchester skrev han flera verk, men inga av dessa finns bevarade.
Under sin tid i brittiska armén under andra världskriget var Burgess ledare för en underhållningsbataljon och arrangerade flera stycken för dansorkester. 1945 komponerade han en sonat för violoncell och piano, som är hans tidigaste bevarade verk.
Hans största framgång som kompositör blev Symphony no.3 in C (1974-75), vilket var det första av hans orkesterverk som framfördes offentligt. Burgess skrev även musik för film, tv och baletter. Blooms of Dublin är en musikal baserad på James Joyces roman Ulysses som färdigställdes 1982 och sändes i radio. 1986 gjorde han också en scenversion med musik av sin egen roman A Clockwork Orange.

### Skönlitteratur
- The Malayan Trilogy: The Time For A Tiger (1956), The Enemy In the Blanket (1958), Beds In The East (1959)
- The Right to an Answer (1960)
- The Doctor Is Sick (1960) (Doktorn är sjuk, översättning Caj Lundgren, Wahlström & Widstrand, 1974)
- The Worm and The Ring (1960)
- Devil Of A State (1961)
- One Hand Clapping (1961) (Applåd med en hand, översättning Caj Lundgren, Wahlström & Widstrand, 1973)
- A Clockwork Orange (1962) (En apelsin med urverk, översättning Caj Lundgren, Wahlström & Widstrand, 1972)
- The Wanting Seed (1962) (En lust att leva, översättning Caj Lundgren, Wahlström & Widstrand, 1976)
- Honey For The Bears (1962)
- Inside Mr Enderby (1964; del ett av serien Enderby) (tillsammans med Enderby Outside som Enderby, översättning Caj Lundgren, Wahlström & Widstrand, 1975)
- Nothing Like The Sun: A Story of Shakespeare's Love-Life (1964) (Intet är som solen: en berättelse om Shakespeares kärleksliv, översättning Åke Ohlmarks, Bonnier, 1964)
- The Eve Of Saint Venus (1964)
- The Vision Of Battlements (1965)
- Tremor Of Intent: An Eschatological Spy Novel (1966) (Skuggan av ett svek, översättning Caj Lundgren, Wahlström & Widstrand, 1972)
- Enderby Outside (1968; del två av serien Enderby)
- MF (även utg. som M/F, 1971) (MF, översättning Caj Lundgren, Bromberg, 1982)
- Napoleon Symphony (1974)
- The Clockwork Testament; Or, Enderby's End (1974; del tre av serien Enderby)
- Beard's Roman Women (1976)
- Abba Abba (1977)
- 1985 (1978)
- Man Of Nazareth: A Novel (1979)
- Earthly Powers (1980) (Jordiska makter, översättning Caj Lundgren, Bromberg, 1981)
- The End Of The World News: An Entertainment (1982) (Slutet på världsnyheterna, översättning Caj Lundgren, Bromberg, 1983)
- Enderby's Dark Lady, Or No End Of Enderby (1984; del fyra av serien Enderby)
- The Kingdom Of The Wicked (1985) (Syndarnas rike, översättning Caj Lundgren, Bromberg, 1985)
- The Pianoplayers (1986) (Nattens musikanter, översättning Caj Lundgren, Bromberg, 1986)
- Any Old Iron (1988) (Järn i elden, översättning Caj Lundgren, Bromberg, 1989)
- The Devil's Mode (noveller, 1989) (Djävulens tonart, översättning Caj Lundgren, Bromberg, 1990)
- Mozart And The Wolf Gang (1991)
- A Dead Man In Deptford (1993) (Död man i Deptford, översättning Caj Lundgren, Bromberg, 1994)
- Byrne (1995)

### För barn
- A Long Trip To Teatime (1976)
- The Land Where The Ice Cream Grows (1979)

### Självbiografier
- Little Wilson And Big God, Being the First Part of the Confessions of Anthony Burgess (1986) (Lille Wilson och store Gud, översättning Caj Lundgren, Bromberg, 1987)
- You've Had Your Time, Being the Second Part of the Confessions of Anthony Burgess (1990) (Din tid är ute, översättning Caj Lundgren, Bromberg, 1991)

### Pjäser
- Oberon Old And New (1985; kallas ibland Oberon Past And Present; skrevs ihop med J.R. Planche)
- Blooms Of Dublin: A Musical Play Based On James Joyce's Ulysses (1986)
- A Clockwork Orange: A Play With Music (1987)

### Poesi
- Moses (1976)
- Revolutionary Sonnets And Other Poems (2002)

### Översättningar
- Michel de Saint Pierre: The New Aristocrats (översatt tillsammans med Lynne Wilson) (1962)
- Jean Pelegri: The Olive Trees Of Justice (översatt tillsammans med Lynne Wilson) (1962)
- Jean Servin: The Man Who Robbed Poor Boxes (1965)
- Edmond Rostand: Cyrano de Bergerac (första version 1971, andra version 1985)
- Sofokles: Oedipus The King (1972)
- Richard Strauss: Cavalier of the Rose (Hugo von Hofmannsthals libretto) (1982)
- Georges Bizet: Carmen (1986)
- Alexandr Griboyedov: Chatsky, or the Importance of Being Stupid (1993)

### Facklitteratur
- English Literature: A Survey For Students (1958)
- The Novel To-Day (1963)
- Language Made Plain (1964)
- Here Comes Everybody: An Introduction to James Joyce For The Ordinary Reader (1965; även utg. under titeln Re: Joyce)
- The Coaching Days Of England (redaktör, 1966)
- The Age Of The Grand Tour (redaktör tillsammans med Francis Haskell; kallas ibland bara The Grand Tour)
- The Novel Now: A Student's Guide To Contemporary Fiction (1967)
- Urgent Copy: Literary Studies (1968)
- "Novel, The" (i Encyclopædia Britannica, 1970)
- Shakespeare (1970)
- "What Is Pornography?" (1970; ingår i essäsamlingen Perspectives on Pornography)
- Joysprick: An Introduction To The Language Of James Joyce (1973)
- Obscenity And The Arts (1973)
- New York (1976)
- A Christman Recipe (1977)
- Will And Testament: A Fragment Of Biography (1977)
- Hemingway and His World (1978; även utgiven som Ernest Hemingway resp. Ernest Hemingway and His World) (Hemingway, översättning Astrid Lundgren, Bromberg, 1984)
- Scrissero in Inglese (1979; gavs även ut 1989 med titeln They Wrote In English)
- On Going To Bed (1982) (Att gå till sängs, översättning Caj Lundgren, Bromberg, 1982)
- This Man and Music (1982)
- Ninety-nine Novels: The Best in English since 1939 – A Personal Choice (1984)
- Flame Into Being: The Life and Work of D.H. Lawrence (1985)
- Homage to Quert Yuiop: Selected Journalism 1978-1985 (1986)
- An Essay on Censorship (1989; brev i versform till Salman Rushdie)
- On Mozart: A Paean for Wolfgang, Being a Celestial Colloquy, an Opera Libretto, a Film Script, a Schizophrenic Dialogue, a Bewildered Rumination (1991)
- A Mouthful of Air: Language and Languages, Especially English (1992)
- Childhood (1996)
- One Man's Chorus: The Uncollected Writings (1998)
- Spain: The Best Travel Writing from the New York Times (2001)
- Return Trip to Tango (2003)